# M9公路 (俄羅斯)
M9聯邦公路，又稱波羅的海公路（Балтия）是俄羅斯的一條幹線公路，連接首都莫斯科和拉脫維亞边境，全長610公里。也是歐洲E22公路的一部分。

## 沿途主要城市
- 沃洛科拉姆斯克